# Knut Steen

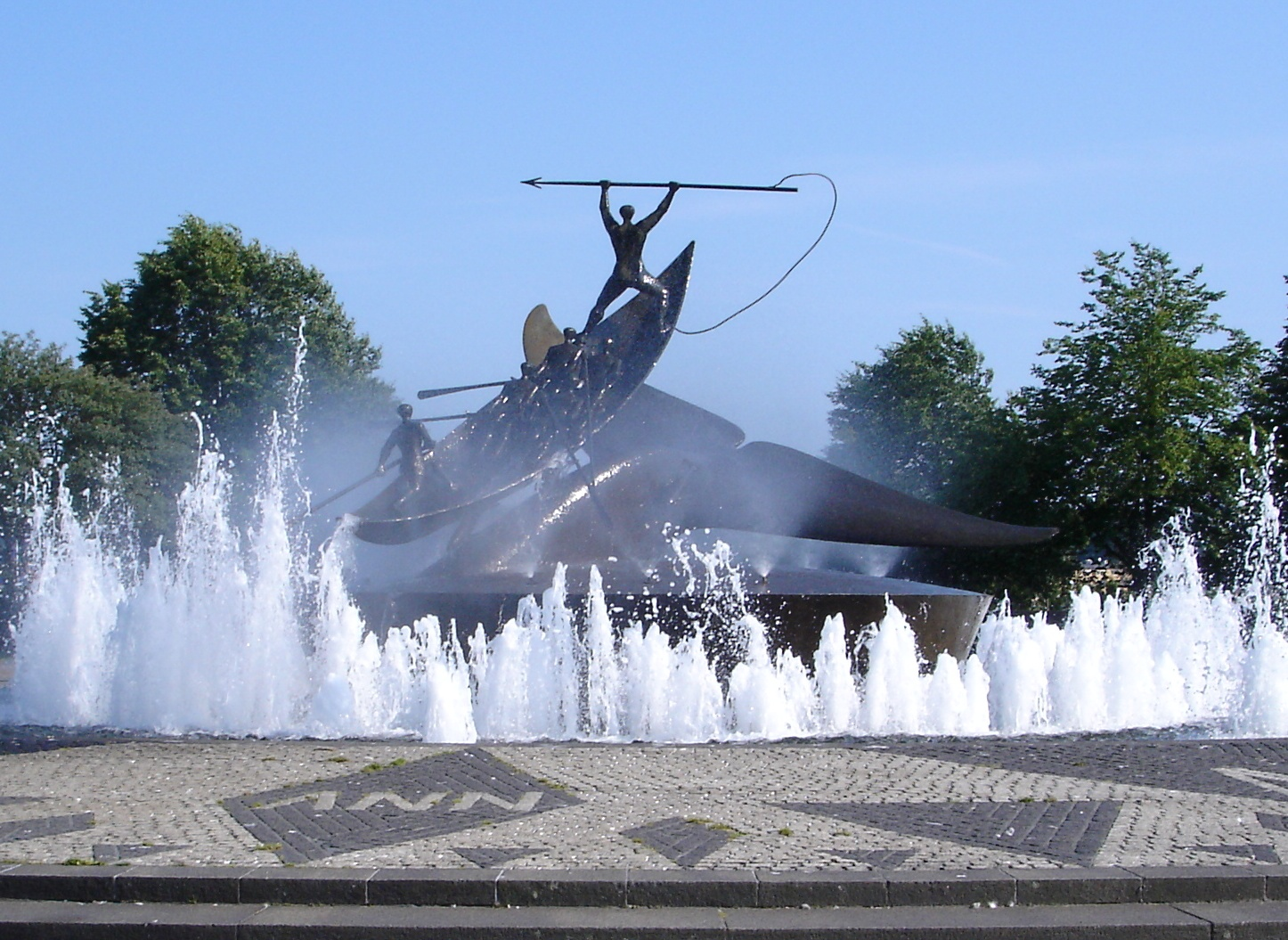
Pomnik wielorybników w Sandefjord

Knut Steen (ur. 19 listopada 1924 w Oslo, zm. 22 września 2011 w Sandefjord) – norweski rzeźbiarz.
Studiował w Akademii Sztuk Pięknych w Oslo (norw. Statens Kunstakademi) pod kierunkiem Pera Palle Storma i Stiniusa Fredriksena. Przez wiele lat mieszkał w Sandefjord, a od 1976 w Carrarze, we Włoszech.
Odznaczony komandorią Orderu Gwiazdy Solidarności Włoskiej w 2007 roku. W 2008 natomiast został Kawalerem I Klasy Orderu Świętego Olafa.
Tworzył w marmurze, granicie, betonie, stali i brązie.
Autor wielu pomników, m.in.:
- Rudolfa Nilsena – Oslo, 1953
- Pomnika wielorybników (Hvalfangstmonumentet) – Sandefjord, 1960
- Aurory i Safony (Aurora og Sapfo) – Oslo Konserthus, 1981
- Leifa A. Larsena – Bergen, 1995
- Olafa III (Olav Kyrre) – Bergen, 1998
- Króla Olafa V (Kong Olav V) – w Skjerjehamn, na wyspie Sandøyna, w gminie Gulen, 2007